# Mafwe
De Mafwe is een volk in Namibië dat leeft in de oostelijke Caprivistrook. De Mafwe leven van visserij en kleinschalige veeteelt en landbouw.
De Mafwe worden tegenwoordig tezamen met andere volken in de Capriviregio aangeduid met de verzamelnaam Capriviërs.
De taal die de Mafwe spreken wordt aangeduid als Fwe en is verwant aan het Subiya.